# Tropenhelm (Wehrmacht)

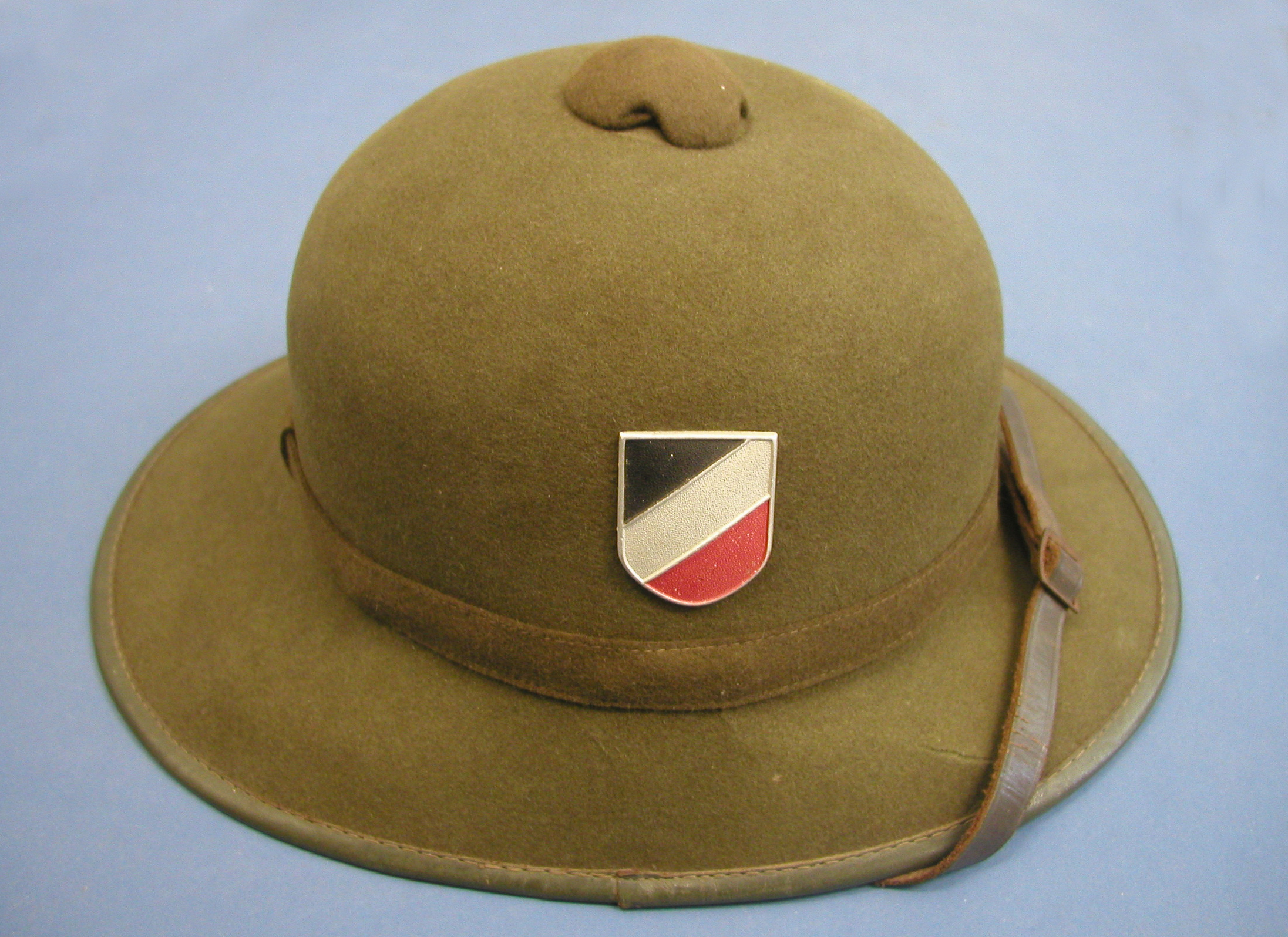
Tropenhelm używany przez żołnierzy Afrika Korps

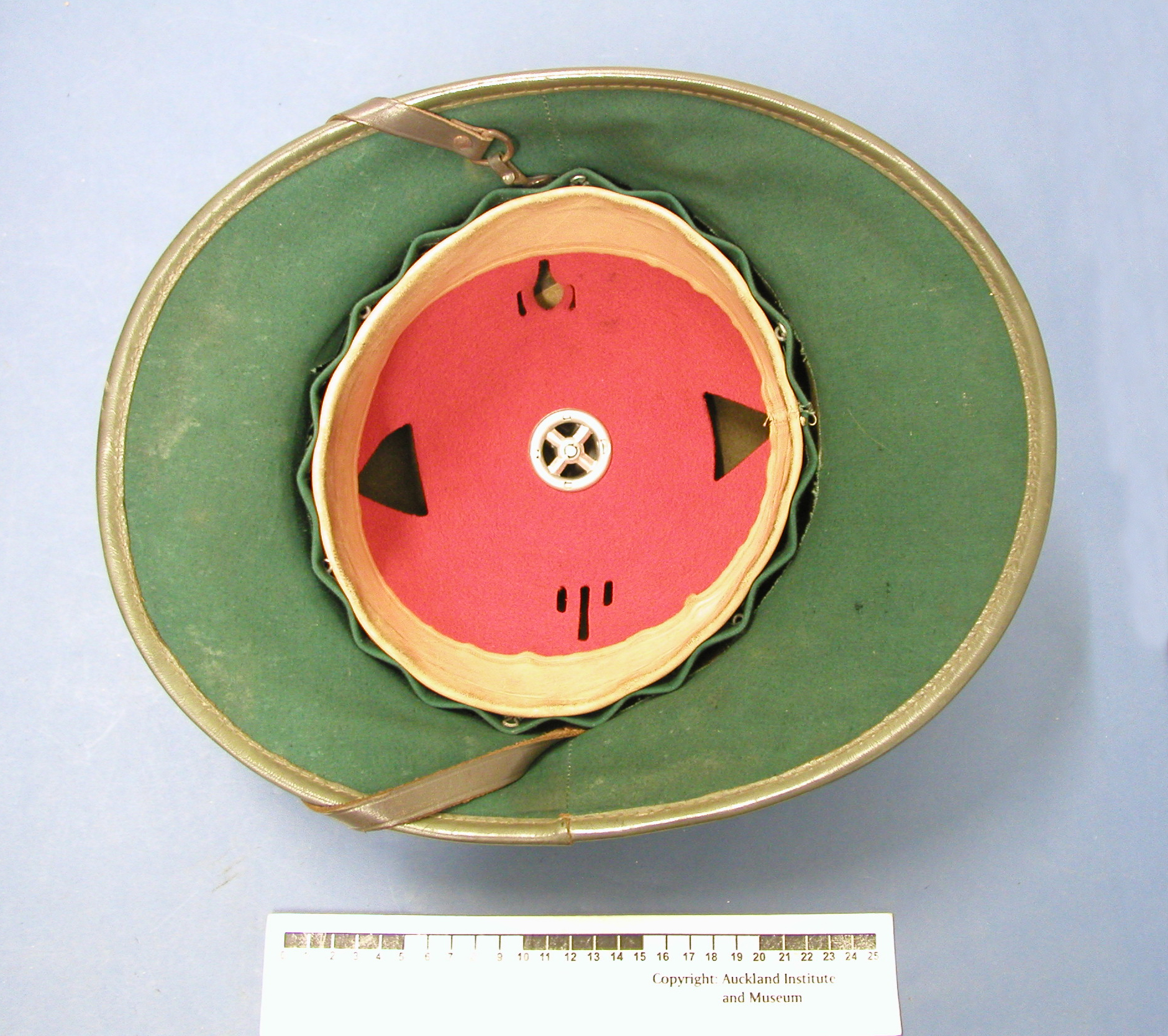
Fasunek Tropenhelmu

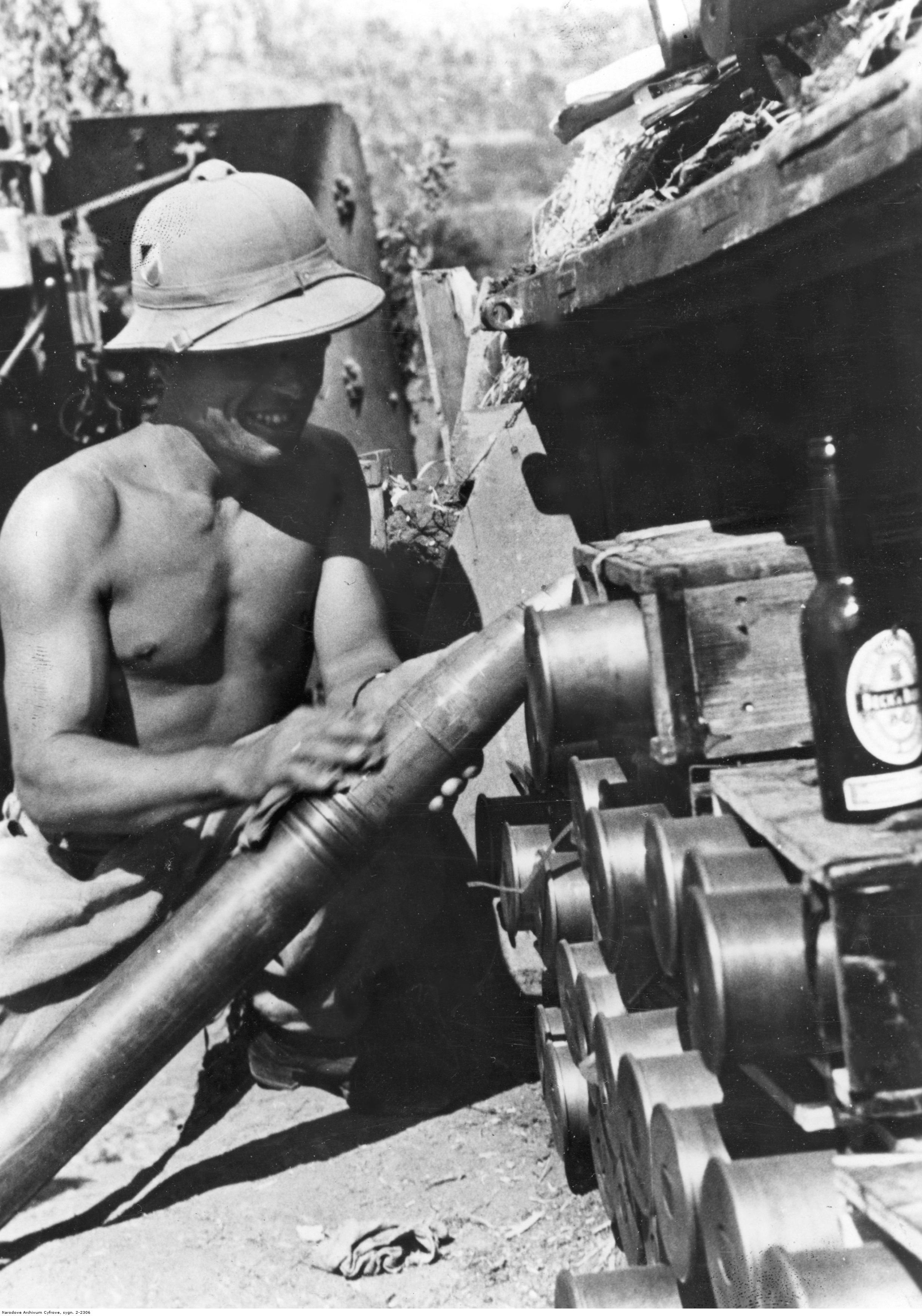
Artylerzysta Wehrmachtu w Tropenhelmie (1944)

Tropenhelm – hełm korkowy używany przez Wehrmacht w czasie II wojny światowej.

## Opis
W czasie wojny wprowadzono do wyposażenia niemieckich sił zbrojnych dwie wersje Tropenhelmu. Pierwsza wersja wykonana była z prasowanego korka z pokryciem z tkaniny w kolorze khaki lub jasnej oliwki, zszytym w sześciu segmentach. U góry, na dzwonie hełmu, znajdowała się półkulista nasadka o średnicy 4,5 i wysokości 1,5 centymetrów, z czterema otworami wentylacyjnymi o średnicy 4 centymetrów wzmocnionymi metalowymi pierścieniami, rozmieszczonymi dookoła. Owalny daszek o szerokości 7 centymetrów z przodu, 5 centymetrów po bokach i 8 centymetrów z tyłu, również był obustronnie pokryty tkaniną. Hełm i daszek połączone były tasiemką o szerokości 2,2 centymetra, która była w tym samym kolorze. Krawędź daszka została obszyta szarym skórzanym paskiem o szerokości 7 milimetrów u góry i 8 milimetrów u dołu. Wewnątrz, jak wszystkie „pustynne nakrycia głowy”, hełm wypełniony był tkaniną w kolorze pomarańczowym.
Dwuczęściowy pasek podbródkowy z szarej skóry o szerokości 1,9 centymetra był nitowany po prawej stronie od wewnątrz. Prawą część paska o długości 36 centymetrów można było wydłużać lub skracać za pomocą metalowego suwaka. Lewa część o długości 13 centymetrów miała szare metalowe oczka nitowane na obu końcach. Prostokątne oczko mocowane było do szlufki na prawej części paska, lewe półkoliste oczko do haczyka przynitowanego do hełmu. Jeśli pasek podbródkowy nie był noszony na brodzie, można go było umieścić na daszku. 
Druga wersja Tropenhelmu była prasowana z tworzywa sztucznego. Hełm miał więc bezszwową, ciemnozielono-brązowawą, podobną do filcu powierzchnię, a spód daszka był przeważnie jasnozielony. Tasiemka, nasadka wentylacyjna i pasek podbródkowy były koloru khaki lub jasnooliwkowego, podobnie jak hełm korkowy. Skórzane części hełmu były szarozielone, a jego wnętrze składało się z pomarańczowego filcowego dzwonu i miało kilka dużych otworów wentylacyjnych.
Tropenhelm będący elementem tropikalnego umundurowania Wehrmachtu wydawany był wszystkim żołnierzom stacjonującym we Włoszech, Grecji i Afryce Północnej. Używano również korkowych hełmów zdobytych na wrogu i z innych źródeł.

## Odznaki hełmów
Po obu stronach, 0,8 centymetra powyżej paska, wytłoczone były tarcze herbowe z lekkiego metalu o wysokości 4,2 i szerokości 3,5 centymetrów, które  miały u dołu lekko zaokrąglone końcówki i mocowane były z tyłu trzema trzpieniami. Tarcza herbowa po lewej stronie przedstawiała orła Wehrmachtu w kolorze aluminium na czarnym tle. Tarcza herbowa po prawej stronie była podzielona ukośnie na czerń, biel i czerwień, przy czym kolory oddzielono wypukłą belką w kolorze aluminium.
Zamiast orła Wehrmachtu oddziały Waffen-SS nosiły runy SS, a zamiast czarnego, białego i czerwonego koloru czarną swastykę na białym kole, znajdującą się na czerwonym tle.